# Cold Fever
Pour plus de détails, voir Fiche technique et Distribution.
Cold Fever (Á köldum klaka) est un film islandais réalisé par Friðrik Þór Friðriksson et sorti en 1995. C'est un road movie qui se passe en Islande et qui était l'un des premiers films de Friðriksson en anglais. Le film retrace le voyage d'un homme japonais à travers l'Islande.

## Synopsis
Hirata (Masatoshi Nagase) est un homme d'affaires japonais qui a réussi sa carrière, et dont les vacances de deux semaines prévues à Hawaii sont annulées quand son grand-père lui rappelle qu'il doit aller en Islande. Ses parents sont en effet morts sept ans plus tôt là-bas, et il doit à présent réaliser un rituel important dans la culture japonaise pour que leurs âmes puissent enfin trouver la paix.
Hirata part donc pour l'Islande en hiver, où sa destination finale sera une rivière située dans les montagnes. Malgré l'achat d'une Citroën DS, cet endroit est quasiment inaccessible à cette période de l'année, et Hirata devra montrer courage et détermination dans ce pays qui lui semble si étrange pour parvenir à ses fins.

## Fiche technique
- Réalisation : Friðrik Þór Friðriksson
- Scénario : Jim Stark and Friðrik Þór Friðriksson
- Production: Jim Stark
- Coproduction : George Gund III
- Producteurs délégués : Reinhard Brundig, Peter Aalbæk Jensen et Christa Saredi
- Production exécutive : Ari Kristinsson
- Direction de la photographie : Ari Kristinsson
- Chef décorateur : Árni Páll Jóhannsson
- Montage : Steingrímur Karlsson
- Son : Kjartan Kjartansson
- Montage du son : Ingvar Lundberg
- Musique : Hilmar Örn Hilmarsson avec “Killer Boogie” de Þeyr
- Costumes : María Ólafsdóttir
- Sociétés de production : Icelandic Film Corporation, Iciclefilm, Pandora Film, Sunrice Inc., Zentropa Entertainments, Georg Gund III, avec le support du Film Fond of Hamburg
- Distribution : Artistic License Films - Iceland Film Corporation
- Budget : 130 000 000 ISK
- Pays d'origine :  Islande,  États-Unis,  Japon,  Danemark et  Allemagne
- Langues : islandais, anglais, japonais
- Date de sortie :
  -  Islande : 10 février 1995
  -  Canada : 13 septembre 1995 (Festival de Toronto)
  -  Belgique : 7 février 1996
  -  France : 15 juillet 1998

## Distribution
- Masatoshi Nagase : Hirata
- Lili Taylor : Jill
- Fisher Stevens : Jack
- Gísli Halldórsson : Siggi
- Seijun Suzuki : le grand-père d'Hirata
- Laura Huges: Laura
- Jóhannes B. Guðmundsson: le vieil homme
- Bríet Héðinsdóttir: la vieille femme
- Guðmundur Karl Sigurdórsson: l'invité à Thorrablot (non crédité)

## Thèmes
Bien que le scénario se développe autour d'Hirata, jeune Japonais, le film profite de son voyage pour présenter la culture islandaise, entre sa nature étrange et ses coutumes surprenantes. On y découvre les geysers, le Brennivin, la nourriture traditionnelle et surtout les croyances locales, ce qui finit par influencer le caractère d'Hirata.